# 渡邊達徳
渡邊 達徳（わたなべ たつのり）は、日本のヴァイオリニスト。

## 略歴
神奈川県横須賀市出身。既婚。6歳のときにヴァイオリンを始める。
東京音楽大学入学を機に本格的に演奏活動を開始し、オーケストラとの共演やアーティストのバックストリングス、映画やドラマのレコーディング、メディア出演等を重ねる。
結婚を期に都内に在住。

## アーティストとの共演
- サザンオールスターズ
- SMAP
- KinKi Kids
- 嵐
- 関ジャニ∞
- Hey!Say!JUMP
- なにわ男子
- YOSHIKI (X JAPAN)
- Toshl (X JAPAN)
- Mrs. GREEN APPLE
- 德永英明
- 谷村新司
- 藤井フミヤ
- GENERATIONS from EXILE TRIBE
- aiko
- 椎名林檎
- 水樹奈々
- ポルノグラフィティ
- 小林幸子
- miwa
- 夏川りみ
- MAN WITH A MISSION
- 倉木麻衣
- 加藤登紀子
- 秋川雅史
- 大塚愛
- Chay
- つるの剛士
- アルケミスト（「積水ハウス」CM）
- ドリーミング（「アンパンマン」シリーズ）
- Belle And Sebastian
- BREAKERZ
- 和楽器バンド
- そらる
- 事務員G
- halyosy
- 原田知世
- 川井郁子
- 上白石萌音
- 上白石萌歌
- 新妻聖子
- 岡幸二郎
- 三浦祐太朗
- くっきー!（野性爆弾）
- ロッシー（野性爆弾）
- MISSION（福士誠治、濱田貴司）
- 遊助（上地雄輔）
- UNIONE
- 橋本奈々未（元乃木坂46）
- 氏神一番（カブキロックス）
- 本田雅人
- 川畠成道
- 須賀健太
- 菅田将暉
- 平原綾香
- 辻仁成
- ゆず
- 柴咲コウ
- 窪田正孝
- 平井大
- 森山直太朗
- 薬師丸ひろ子
- 松井玲奈
- 堀内敬子
- 古川雄大
- 山崎育三郎
- 石井竜也（米米CLUB）
- スガシカオ
- IDOLiSH7

## 出演

### テレビ（音楽番組）
- NHK紅白歌合戦（NHK）
- SONGS (NHK)
- ムジカ・ピッコリーノ（NHK Eテレ)
- Rの法則（NHK Eテレ）
- SONGS OF TOKYO（NHK ワールドTV）
- ミュージックステーション（テレビ朝日）
- FNS歌謡祭（フジテレビ）
- SMAP×SMAP（関西テレビ/フジテレビ）
- THE MUSIC DAY（日本テレビ）
- COUNT DOWN TV (TBS)
- CDTVスペシャル！ 卒業ソング音楽祭2019 (TBS)
- CDTVライブ!ライブ! (TBS)
- MUSIC ON! TV（スカパー!）

### テレビドラマ
- 連続テレビ小説「エール」(NHK) - ヴァイオリニスト 役
- 1914 幻の東京〜よみがえるモダン都市〜 (NHK) - 楽士 役
- Eうた♪ココロの大冒険（NHK Eテレ） - カルテット演奏
- 恋と就活のダンパ（NHK BSプレミアム） - 上原瞬（須賀健太）の同級生 役
- 都はるみ 熱唱ふたたび！（BS朝日） - 市川昭介 役

### ネット配信ドラマ
- 待つ女（ひかりTV） - コンサートマスター 役
- #声だけ天使 (AbemaTV) - コンサートマスター 役

### 映画
- 蜜蜂と遠雷（東宝） - オーケストラ 役
- 劇場アニメ「映画 ギヴン」 -  村田雨月（演奏シーン）
- 99.9 -刑事専門弁護士- THE MOVIE - オーケストラ奏者役
- ARASHI Anniversary Tour 5×20 FILM “Record of Memories”

### CM
- NTTドコモ - 川畠成道と共演
- LINEゲーム - 野性爆弾と共演
- 日本デジタル研究所 - 新妻聖子と共演
- アサヒスーパードライ（アサヒビール） - MAN WITH A MISSIONと共演
- オー人事（スタッフサービス） - 平原綾香と共演

### PV・MV
- 嵐「夏疾風」
- 菅田将暉「まちがいさがし」
- miwa「結 -ゆい-」
- 水樹奈々「Exterminate」
- 和楽器バンド「砂漠の子守唄」「細雪」
- BREAKERZ「夢物語」
- MISSION「ゴースト」
- 平井大「ここにあるもの」
- スガシカオ「Progress」

### イベント
- フジロックフェスティバル
- COUNTDOWN JAPAN
- Love Like Pop vol.17.5（aiko全国ツアー）
- YOSHIKI CLASSICAL SPECIAL WORLD TOUR 2016（YOSHIKIワールドツアー）
- KinKi Kids CONCERT 20.2.21（KinKi Kids20周年ツアー）
- 秋川雅史コンサートツアー AMORE
- Maxim Vengerov One Night Xmas Concert（東京オペラシティ）
- 歴史を生きた女性（ヒロイン）たち〜吉俣良の世界〜（東京文化会館）
- KANPAI JAPAN LIVE 2017
- 10th Anniversary Live -偶然!?-（遊助 日本武道館公演）
- 『コードギアス 反逆のルルーシュ』オーケストラコンサート（東京オペラシティ）
- 黒柳徹子×田川啓二 SU・TE・KI！PARTY
- SORARU LIVE TOUR 2019 -10th Anniversary Parade-（そらる10周年ツアー）
- やろうよ！白猫プロジェクト5周年記念スペシャル生放送！（白猫プロジェクト5周年スペシャルバンド）
- ARASHI Anniversary Tour 5×20（嵐20周年ツアー）
- 辻仁成"RENAISSANCE"

〜60th ANNIVERSARY CONCERT〜
- LIVE×ONLINE BEYOND THE BORDER（GENERATIONS from EXILE TRIBEライブコンサート）[1]
- 石井竜也オーケストラコンサート2021「EARTH MIND」
- 東京2020オリンピック開会式オーケストラに参加
- Love Like Pop vol.22（aiko全国ツアー）
- IDOLiSH7 LIVE BEYOND “Op.7”(さいたまスーパーアリーナ)

## レコーディング

### 映画
- マスカレード・ホテル
- 劇場アニメ「映画 ギヴン」 -  村田雨月の演奏シーン吹替

### テレビドラマ
- 連続テレビ小説「エール」(NHK)
- 警視庁いきもの係
- レインボー・アタックエース
- ベビーシッター・ギン!
- TWO WEEKS
- この恋あたためますか
- ファイトソング

### アニメ
- アンジュ・ヴィエルジュ
- クジラの子らは砂上に歌う
- 進撃の巨人

### CM
- LINEゲーム

### ゲームアプリ
- クロス×ロゴス
- Pokémon UNITE

### 情報番組
- NHK山口放送局『情報維新!やまぐち』やまぐち&ワールド メインテーマ

### CD・アルバム
- 渡邊達徳「渡邊達徳ヴァイオリン名曲集」(ソロアルバム)
- 小林幸子「PINSPOT 〜Sachiko's Night Club」
- そらる「ユーリカ」
- Hey!Say!JUMP「PARADE」
- Toshl「IM A SINGER VOL. 2」

## その他の活動
- 楽譜「紅蓮華（ヴァイオリン&ピアノデュオ）」（内田祥子編曲） - ヴァイオリン監修[2]

## 主な受賞歴
- 全日本芸術コンクール 最高位
- 全日本ジュニアクラシック音楽コンクール 第3位
- ブルクハルト国際音楽コンクール 審査員賞（1・2位無し）
- Young Brilliant Player 国際コンクール 国内ファイナル出場